# Macoviște (Ciuchici), Caraș-Severin
Macoviște este un sat în comuna Ciuchici din județul Caraș-Severin, Banat, România.

Macoviste

## Atestare documentară
Este atestată documentar pe la mijlocul secolului XVII ca loc de campare a regimentului austro-ungar ce avea in paza mina de cupru de la Sasca Montană. 

## Obiective turistice
Desi satul este locuit de o populatie majoritar ortodoxă, biserica are o formă mai degrabă gotică, lipsită de formele rotunde si greoaie ale stilului bizantin. 
Iconostasul bisericii este sculptat in lemn de către fratii Busuioc din Berliste, o bijuterie a autodidactilor sculptori. 

Biserica ortodoxa din Macoviste

## Legături externe

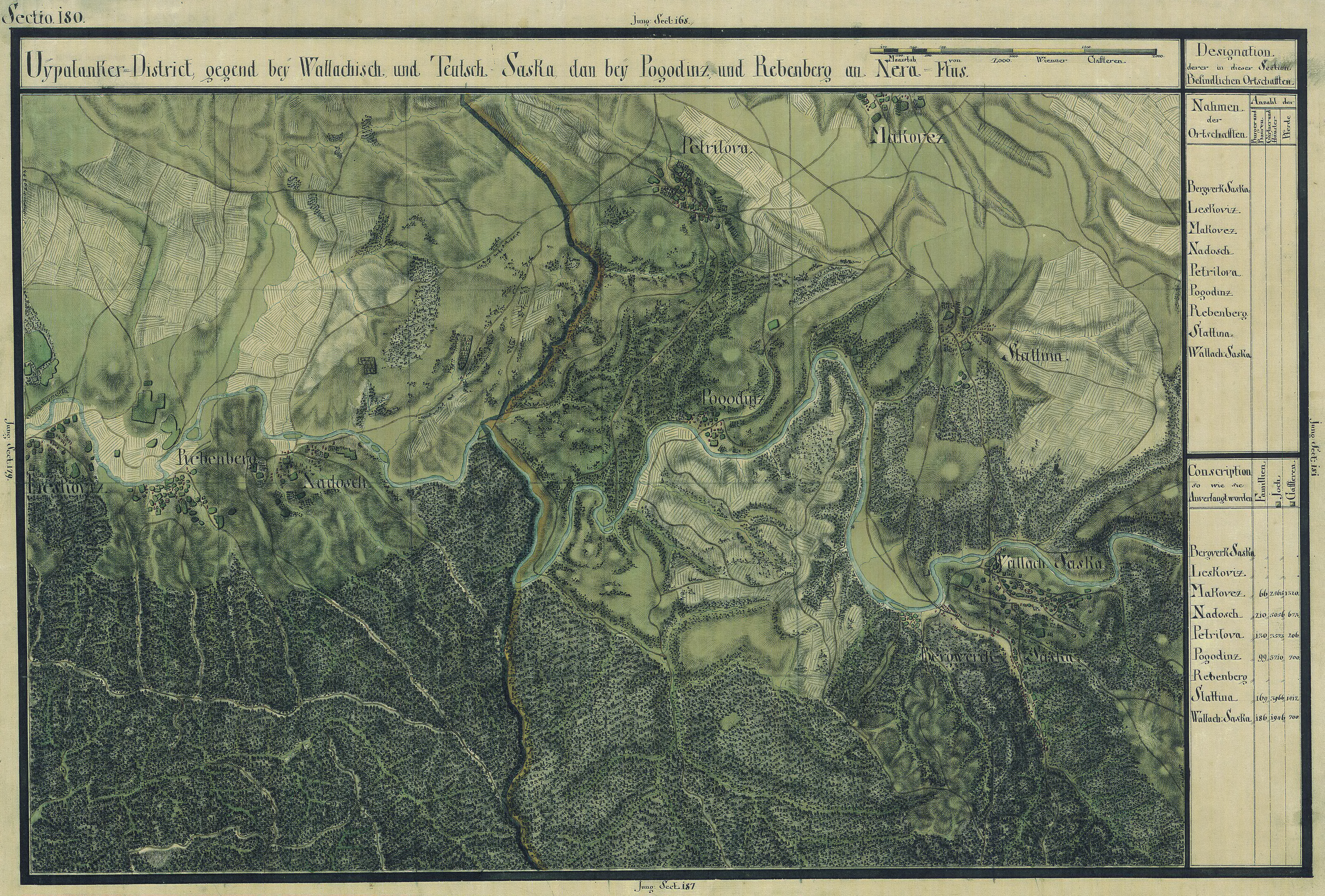
Macovişte în Harta Iosefină a Banatului, 1769-72